# Bahnhof Mönchengladbach-Rheindahlen
Mönchengladbach-Rheindahlen ist ein Bahnhof im Mönchengladbacher Stadtteil Rheindahlen. Er befindet sich am Eisernen Rhein, der Eisenbahnstrecke von Rheydt über Dalheim – Roermond – Neerpelt nach Antwerpen. Gegenwärtig endet der Verkehr auf deutscher Seite in Dalheim.

## Geschichte
Ein erster Gleisanschluss als Verbindung der Eisenbahn von Mönchengladbach nach Antwerpen wurde 1877 erbaut. Die Eröffnung der Güterbahnstrecke von Mönchengladbach bis zur Staatsgrenze bei Dalheim fand am 4. Dezember 1878 statt. An Gütern wurden vor allem Getreide, Benzin, Kohle, Düngemittel und Kolonialwaren angenommen. Versendet wurden Flachs, Bier und Leder. Die Ortschaften Sittard, Gerkerath, Broich Dahlerbruch (heute Broich) und Günhoven gehörten zum Einzugsbereich des Güterbahnhofs. Am 15. Februar 1879 fand die erste Fahrt eines Personenzuges von Mönchengladbach in Richtung Dalheim auf der Bahnstrecke der Bergisch-Märkischen Eisenbahn-Gesellschaft statt.
Im Jahr 1909 als zweigleisige Strecke ausgebaut, wurde das Teilstück des Eisernen Rheins nach Ende des Zweiten Weltkriegs noch bis 1952 zum größten Teil als Güterbahnstrecke für den Bau der nördlich gelegenen Joint Headquarters genutzt. Danach erfolgte der Rückbau in eine eingleisige Strecke. Aufgrund des geringen Personenverkehrs stellte die Deutsche Bundesbahn zum 1. Juni 1978 den Fahrkartenverkauf am Bahnhof ein und hob die Abfertigungsbefugnisse für den Gepäck- und Expressgutverkehr auf.
Am Ostende des Bahnhofes schließt ein Anschlussgleis an, das früher zu den Ayrshire Barracks North der Britischen Rheinarmee im Nordpark führte. Ein weiteres Anschlussgleis am Ostende endet nördlich von Genhülsen in den Ayrshire Barracks South, die im Südpark liegen.

### Empfangsgebäude
Der Bahnhof besitzt ein nicht mehr genutztes Empfangsgebäude aus dem Jahr 1879 sowie einem Bahnsteig mit Wartehäuschen und Fahrkartenautomat. Bei dem Empfangsgebäude handelt es sich um ein in Seitenlage platziertes vierachsiges, zweigeschossiges Ziegelhaus mit einem angeschlossenen Güterschuppen. Zum Hausbahnsteig hin gab es einen hölzernen Anbau, der auch dem Fahrdienstleiter diente. Dieser Bahnhofstyp wurde in der zweiten Hälfte des 19. Jahrhunderts mehrfach von Privatbahnen und den preußischen Staatseisenbahnen errichtet.

### Stellwerk
Daneben gibt es noch die 1935 in Betrieb genommenen Fahrdienstleiterstellwerke Rf am westlichen Kopf des Bahnhofs und das Wärterstellwerk Ro.

### Weitere Stationen in Rheindahlen
Ein weiterer Haltepunkt in Rheindahlen, ebenfalls an derselben Bahnstrecke, befindet sich im Ortsteil Genhausen, der die Grenze zwischen den Verkehrsverbünden VRR und AVV darstellt. 1911 wurden die Haltepunkte in Günhoven und Genhausen eingerichtet. Ersteren gab die Deutsche Bundesbahn nach dem Zweiten Weltkrieg auf. Die Deutsche Bundesbahn befand eine eingleisige Strecke für ausreichend, so dass ab 1954 darüber nachgedacht wurde, ein Gleis abzubauen. Das zweite Gleis zwischen Wegberg und Dalheim wurde bis Dezember 1958, das zwischen Rheydt und Wegberg bis September 1964 abgebaut.

## Bedienung

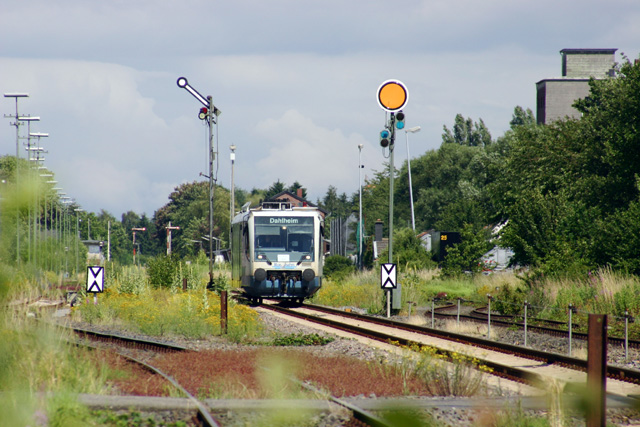
Teilstück des Eisernen Rheins im Jahr 2005 mit RegioSprinter bei Rheindahlen

Die Strecke wird montags bis freitags stündlich und an Wochenenden im Zweistundentakt von der Regionalbahnlinie Schwalm-Nette-Bahn (RB 34) zwischen Mönchengladbach Hauptbahnhof und Dalheim bedient, die seit dem 10. Dezember 2017 von Vias Rail mit Dieseltriebwagen vom Typ Lint 41 betrieben wird. Am Bahnsteig gibt es ein Wartehäuschen und einen Fahrkartenautomaten.
| Linie | Linienverlauf | Takt                                                    |
| ----- | --- | ------------------------------------------------------- |
| RB 34 | Schwalm-Nette-Bahn: Mönchengladbach Hbf – Rheydt Hbf – Mönchengladbach-Rheindahlen – Mönchengladbach-Genhausen – Wegberg – Arsbeck – Dalheim Stand: Fahrplanwechsel Dezember 2023 | 60 min (wochentags) 120 min (Wochenenden und Feiertage) |

### Umsteigemöglichkeiten zum ÖPNV
Am Haltepunkt befindet sich die Bushaltestelle Rheindahlen, Bahnhof mit Umsteigemöglichkeiten zu den Buslinien der NEW mobil und aktiv Mönchengladbach.
| Linie | Linienverlauf |
| ----- | --- |
| 004   | Rheindahlen, Friedhof – Rheindahlen Bf – Hilderather Straße – Marienplatz – Giesenkirchen – Schelsen                                                         |
| 025   | Flughafen – Neuwerk – Bettrath – Mönchengladbach Hbf – Hehn – Kothausen – Gerkerath (– Koch – Broich) – Rheindahlen Bf – Hilderather Straße (– Geusenstraße) |
| 026   | Hardt, Karrenweg – Koch – Rheindahlen Bf – Hilderather Straße – Wickrath Bf – Wickrath, Markt – Odenkirchen Bf                                               |
| 027   | Schriefers – Genholland – Mennrath – Günhoven – Rheindahlen Bf – Hilderather Straße – Geusenstraße                                                           |

## Geplante Verlegung
Im Zuge der Ertüchtigung der Strecke Eiserner Rhein ist eines der Projekte, den Bahnhof ein Stück nach Osten zu verlegen. So würde er künftig zwischen Hardter Straße und Gladbacher Straße und damit zwischen den heutigen Bushaltestellen Rheindahlen Bf und Rheindahlen Bahnübergang liegen, die von der NEW betrieben werden. Die Umsteigemöglichkeit zwischen Bus und Bahn, aber auch die Erreichbarkeit des Stadtteilzentrums, soll somit verbessert werden. Am geplanten neuen Ort des Bahnhofs, der an das Gelände eines Edeka-Marktes grenzt, stehen Parkplätze in größerer Anzahl zur Verfügung. Die Maßnahme ist seit 2017 geplant und wurde bislang (2025) nicht umgesetzt.